# Szarvas

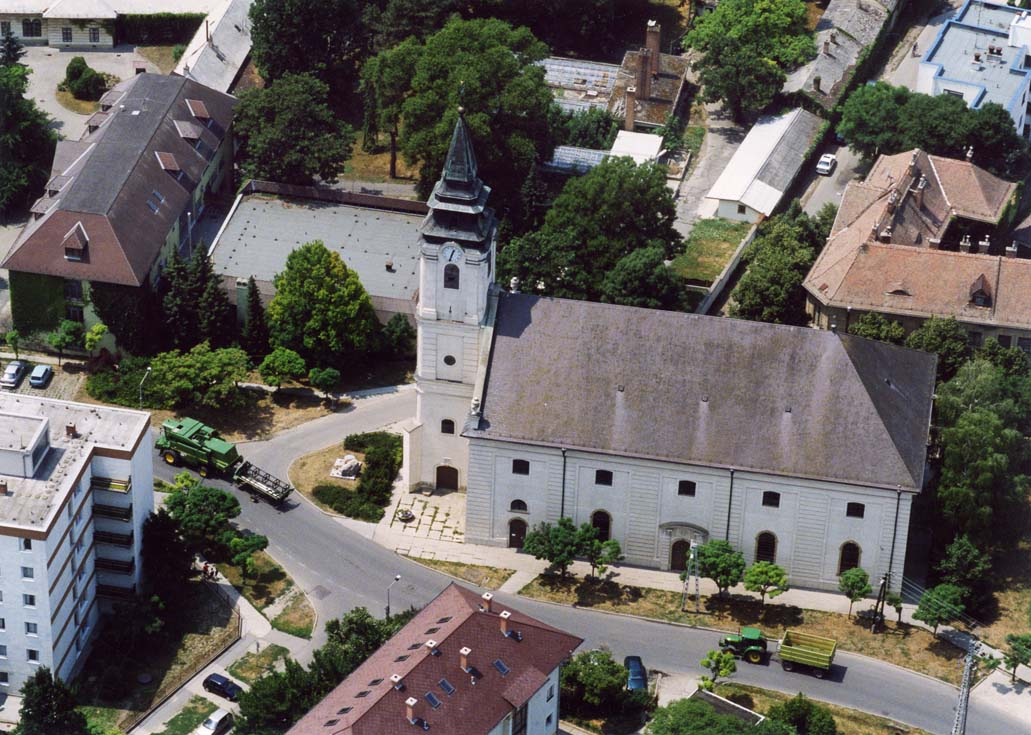
Gamla lutherska kyrkan.

Szarvas är en mindre stad i Ungern med 15 440 invånare (2020).